# Goldene Gallertträne
Die Goldene Gallertträne (Dacrymyces estonicus) ist eine Pilzart aus der Familie der Tränenpilzverwandten (Dacrymycetaceae). Wie auch die meisten anderen Gallerttränen bildet sie gelatinöse, gelbliche bis braune Fruchtkörper aus und wächst als Saprobiont auf totem, entrindetem Nadelholz. Die Art ist aus verschiedenen europäischen Ländern bekannt und vor allem auf Koniferen zu finden, wo sie von September bis Oktober fruktifiziert.

## Merkmale

### Makroskopische Merkmale
Die Goldene Gallertträne besitzt becher-, gehirn- oder wellig-unförmige Fruchtkörper, die die der Riesen-Gallertträne (Dacrymyces chrysospermus) sehr ähnlich sehen. Sie sind von gelatinöser Textur und haben 1–4 mm Einzeldurchmesser. Die Basidiocarpien wachsen gesellig und verschmelzen miteinander zu 2–4 cm langen Gebilden. Sie sind kurz gestielt und frisch von goldgelber, trocken von orangebrauner Farbe.

### Mikroskopische Merkmale
Die Sporen der Art sind, anders als die der Riesen-Gallertträne, breit elliptisch bis gebogen und mit 18–26 × 8–12 µm deutlich größer als bei letzterer. Sie sind hyalin bis gelblich und verfügen in reifem Zustand über 7–10 Querwänden, aus denen später elliptische, 4–2 µm große Konidien keimen.

## Ökologie und Phänologie
Die Goldene Gallertträne ist ein Saprobiont, der auf totem, vorzugsweise entrindetem Nadelholz wächst. Die Fruktifikation findet im Herbst von September bis Oktober statt.

## Verbreitung
Die Goldene Gallertträne ist in Europa relativ lückig verbreitet und wurde nur an wenigen Fundstellen auf Korsika, der Britischen Inseln, Deutschland, Estland und Schweden gefunden. Sie gilt in ihrem gesamten Verbreitungsgebiet als selten.